# مايكل بيلاي
مايكل بيلاي (بالفرنسية: Michael Pillay)‏ (مواليد 10 نوفمبر 1955) هو ملاكم سيشلي، مثّل بلاده في الألعاب الأولمبية الصيفية 1980.

## روابط خارجية
مايكل بيلاي على موقع اللجنة الأولمبية الدولية (الإنجليزية)
- مايكل بيلاي على موقع أوليمبيديا (الإنجليزية)